# Elżbieta Janik
Elżbieta Janik – polska strzelczyni, medalistka mistrzostw świata.
Zawodniczka Legii Warszawa. Po zakończeniu kariery zaangażowana w organizowanie turniejów strzeleckich (jako kierowniczka zawodów).
Janik jest medalistką mistrzostw świata. Jedyny medal wywalczyła na turnieju w 1974 roku w zawodach drużynowych. Wraz z Elżbietą Kowalewską i Ireną Wierzbowską-Młotkowską zdobyła srebrny medal w karabinie pneumatycznym z 10 metrów (jej wynik – 371 punktów, był najsłabszym rezultatem polskiej drużyny).
Nie stanęła nigdy na podium seniorskich mistrzostw Europy. Ma w dorobku dwa medale z juniorskich mistrzostw kontynentu. W 1974 roku została złotą medalistką w karabinie standardowym w trzech pozycjach z 50 metrów (570 punktów). Dwa lata wcześniej wywalczyła brązowy medal drużynowo w karabinie standardowym leżąc z 50 metrów (wraz z Bożeną Guz i Andrzejem Szmatem).